# Semljanky
Semljanky (ukrainisch Землянки; russisch Землянки/Semljanki) ist eine Siedlung städtischen Typs im Osten der Ukraine in der Oblast Donezk mit etwa 1700 Einwohnern.

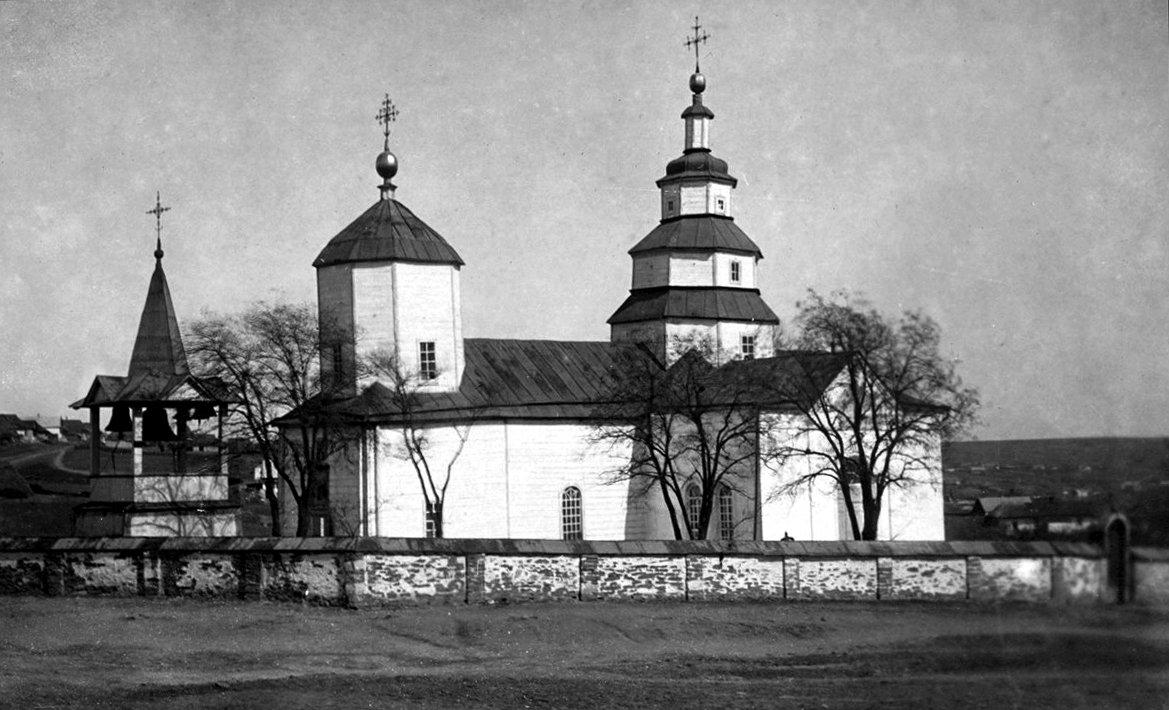
Historisches Bild einer Kirche im Ort

## Geographie
Die Siedlung städtischen Typs liegt im Donezbecken, etwa 17 Kilometer nordöstlich vom Oblastzentrum Donezk und 10 Kilometer nördlich vom Stadtzentrum von Makijiwka, zu dessen Stadtkreis sie zählt.
Der Ort gehört zur Siedlungsratsgemeinde von Jassyniwka, welche verwaltungstechnisch dem Stadtrajon Kirow innerhalb von Makijiwka zugeordnet ist. Im Ortsgebiet entspringt der Krywyj Torez, südlich verläuft der Siwerskyj-Donez-Donbas-Kanal (Канал Сіверський Донець — Донбас).

## Geschichte
Der Ort entstand im 18. Jahrhundert, 1965 bekam Semljanky den Status einer Siedlung städtischen Typs, seit Sommer 2014 ist der Ort im Verlauf des Ukrainekrieges durch Separatisten der Volksrepublik Donezk besetzt.